# HD 4113
HD 4113은 조각가자리 방향에 있는 항성이다. 이 항성은 태양과 비슷하며, 외계 행성 1개를 거느리고 있다.

## HD 4113 b
HD 4113 b는 어머니 항성을 매우 큰 이심률(e=0.903)을 그리면서 527일 주기로 공전하는 가스 행성이다. 어머니 항성으로부터의 거리는 1.28 천문단위인데, 근성점은 0.12, 원성점은 2.44 천문단위이다.

## 참고 문헌
- O. Tamuz, D. Ségransan, S. Udry, M. Mayor, A. Eggenberger, D. Naef, F. Pepe, D. Queloz, N.C. Santos, B.-O. Demory, P. Figuera, M. Marmier, G. Montagnier (2007). “The CORALIE survey for southern extra-solar planets XV. Discovery of two eccentric planets orbiting HD4113 and HD156846”. 《A&A》. arXiv:0710.5028 [astro-ph]. 2022년 10월 3일에 원본 문서에서 보존된 문서. 2007년 11월 22일에 확인함.